# Onze-Lieve-Vrouw-Onbevlekt-Ontvangenkerk (Klein-Willebroek)

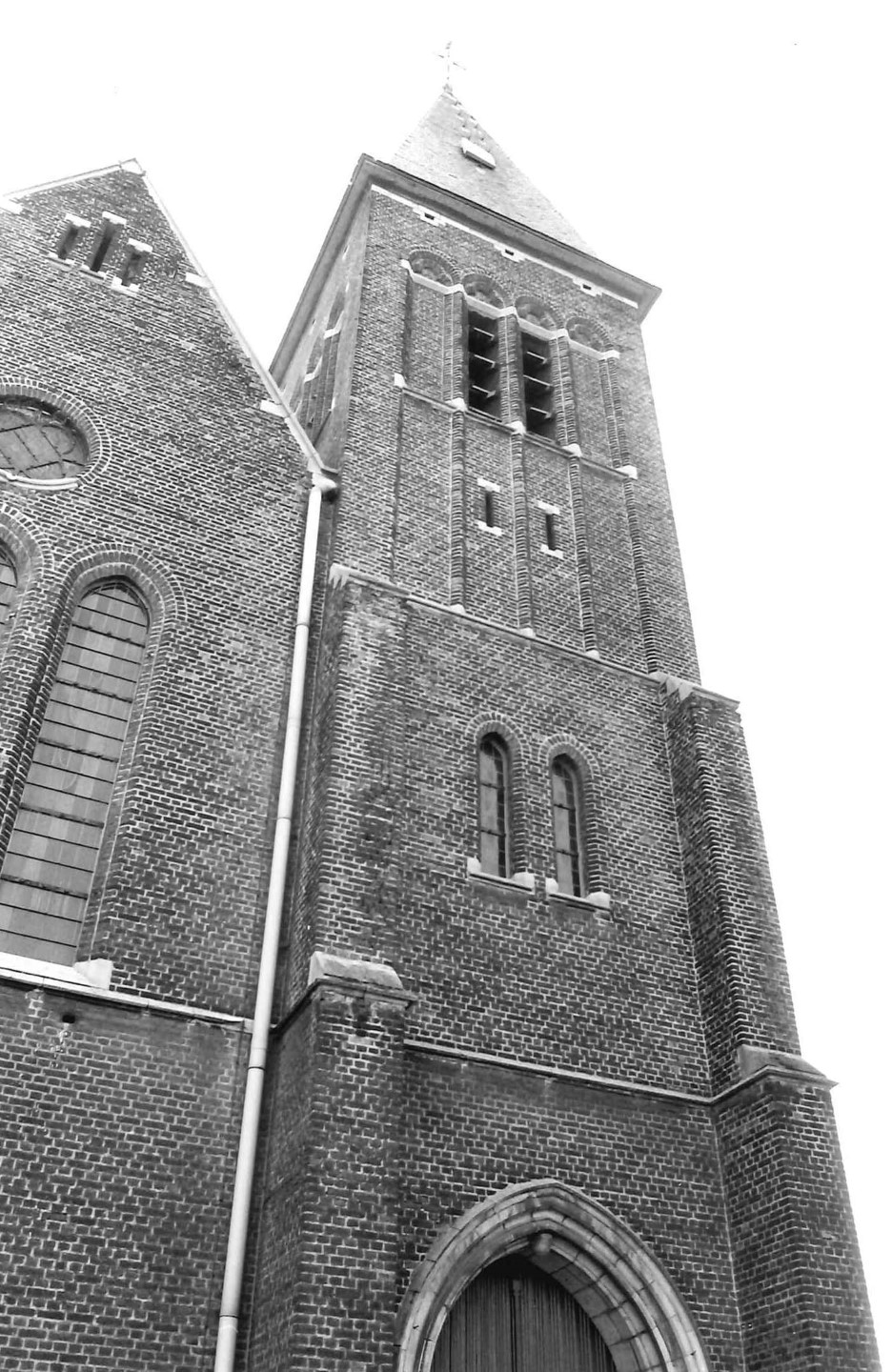
Onze-Lieve-Vrouw-Onbevlekt-Ontvangenkerk

De Onze-Lieve-Vrouw-Onbevlekt-Ontvangenkerk is de voormalige parochiekerk van de tot de Antwerpse gemeente Willebroek behorende plaats Klein-Willebroek, gelegen aan de Volksstraat 55.

## Geschiedenis
In 1893 werd Klein-Willebroek een onafhankelijke parochie. In 1899-1901 werd een kerk gebouwd in neogotische stijl naar ontwerp van Léonard Blomme en Edward Careels.
In 2003 werd de kerk getroffen door brand. Daarna werd de kerk gerestaureerd. In 2008 werd de kerk onttrokken aan de eredienst en in 2009 kwam het harmoniummuseum in het gebouw. Dit particuliere museum stopte eind 2020. In 2021 trok Puzzelman, een winkel voor puzzels, in het gebouw.

## Gebouw
Het betreft een georiënteerde sobere driebeukige basilicale kerk op rechthoekige plattegrond met naastgebouwde westtoren van drie geledingen die gedekt wordt door een tentdak. Het geheel is opgetrokken in baksteen en heeft een sobere uitstraling.
De kerk bezat een neogotisch kerkmeubilair. De huidige inrichting verwijst minder naar het religieuze verleden.